# Haplomelitta griseonigra
Haplomelitta griseonigra is een vliesvleugelig insect uit de familie Melittidae. De wetenschappelijke naam van de soort is voor het eerst geldig gepubliceerd in 1981 door Michener.